# Девона Бонер
Девона Бонер (енгл. DeWanna Bonner; рођена је 21. августа 1987. године у Ферфилду, Алабама, Сједињене Америчке Државе) је професионална кошаркашица која игра за Конектикат Сан који се такмичи у Женској националној кошаркашкој асоцијацији (ВНБА).

## Биографија
Рођена 21. августа 1987. године од стране ЛаШел Бонер и Грега МекКала. Има 2 сестре Винсенша и Ерика, и брата Џустина. Дипломирала је психологију на Оберн Универзитету.
У Новемберу 2014. Девона се венчала ВНБА играчицом (и бившом саиграчицом Меркјурија) Кендис Дупри. У Априлу 2017. потврђено је да Бонер очекује прво дете и да ће пропустити сезону 2017. Кендис и Девона су родиле ћерке близнакиње у Јулу 2017. године.
У Марту 2018. године Бонер је добила македонски пасош и квалификовала се за играње у северномакедонској кошаркашкој репрезентацији.

## Средња Школа
Боннер је похађала средњу школу у Ферфилду, Алабама. Била је истакнута као најбољих 25 играча у земљи током лета 2005.

## Колеџ
Боннер је отишла на Универзитет Оберн, где дипломирала психологију. Именована је за СЕК-ов ол-фрешмен тим. Постизала је двоцифрен број поена у 22 утакмице током сезоне 2005/06 и предводила је Тигрове са просеком од 13,5 поена по утакмици. Први пут од сезоне 1980-81 је бруцош водио тим у поенима.
То је довело Девона да се придружи омладинским тимовима америчке кошарке. Освојила је Фибино првенство Америке до 20 година за жене и Светско првенство до 21 године за жене.
Бонер је наставила једну једну од најимпресивнијих каријера икада у Оберну. Освојила је СЕК играч играч године 2009, и оборила је Оберноб рекорд за највише поена у каријери током Оле Мис утакмице на СЕК турниру. Завршила је своју колеџ каријеру са датих 2.162 поена, што је скоро 100 поена бише од прошлог школског рекорда.
Каријеру је завршила и као један од најбољих скоакача у Оберн, заузела је друго место са 1.047 скокова, што ју је сврстало међу три играчачице Тигрова које су завршиле каријеру са више од 2.000 поена и 1.000 скокова. Такође се налази на шестом месту у блокадама, седма у украденим лоптама, прва у слободним бацањима и 10. у тројкама.

### Статистике у Оберну
Извор
| Година   | Тим      | ОУ  | Поени | ПШ%   | 3П%   | СБ%   | СПУ  | АПУ | УПУ | БПУ | ППУ  |
| -------- | -------- | --- | ----- | ----- | ----- | ----- | ---- | --- | --- | --- | ---- |
| 2005-06  | Оберн    | 29  | 391   | 42.2% | 30.3% | 69.1% | 6.5  | 1.9 | 1.4 | 0.6 | 13.5 |
| 2006-07  | Оберн    | 31  | 484   | 45.9% | 28.6% | 77.9% | 8.1  | 1.7 | 1.6 | 0.9 | 15.1 |
| 2007-08  | Оберн    | 32  | 571   | 44.7% | 27.7% | 81.2% | 10.0 | 2.1 | 1.9 | 1.2 | 21.1 |
| 2008-09  | Оберн    | 34  | 716   | 48.2% | 33.9% | 84.5% | 8.5  | 1.5 | 1.7 | 1.6 | 21.1 |
| Капијера | Капијера | 126 | 2162  | 45.6% | 30.3% | 79.5% | 8.3  | 1.8 | 1.7 | 1.1 | 17.2 |

## ВНБА Каријера
Бонер је изабрана као пети пик на ВНБА драфт 2009. године од стране Финикс Меркјурија. У својој првој ВНБА утакмици, Бонер је играла 26 минута и постигла 16 поена. 9. октобра 2009. године, Бонер је дала 13 поена и допринела Финиксу да освоји титлу.
12. септембра 2014. године Бонер је освојила своје друго првенство, са 12 поена. 9 скокова и 3 асистенције.
2017. сезоне, Бонер је пропустила целу сезоно због трудноће. Вратила се 2018. године и изгласана је за ВНБА Ол-стар утакмицу.
11. фебруара 2020. трејдована је у Конектикат Сан за 3 пика прве рунде.

## ВНБА Статистика
| † | Сезоне у којима је освојила лигу |

### Регуларни део сезоне
| Сезона   | Екипа    | ОУ  | СУ  | МПУ  | ПШ%  | 3П%  | СБ%  | СПУ | АПУ | УПУ | БПУ | ППУ  |
| -------- | -------- | --- | --- | ---- | ---- | ---- | ---- | --- | --- | --- | --- | ---- |
| 2009†    | Финикс   | 34  | 0   | 21.3 | .457 | .290 | .754 | 5.8 | 0.4 | 0.6 | 0.7 | 11.2 |
| 2010     | Финикс   | 32  | 4   | 25.4 | .465 | .358 | .840 | 6.1 | 1.3 | 0.6 | 1.1 | 12.0 |
| 2011     | Финикс   | 34  | 5   | 25.2 | .430 | .343 | .909 | 7.0 | 0.8 | 1.6 | 0.8 | 10.7 |
| 2012     | Финикс   | 32  | 32  | 35.0 | .364 | .283 | .852 | 7.2 | 2.2 | 1.6 | 0.8 | 20.6 |
| 2013     | Финикс   | 34  | 33  | 32.9 | .410 | .325 | .901 | 5.8 | 2.4 | 1.1 | 0.3 | 14.5 |
| 2014†    | Финикс   | 34  | 34  | 29.2 | .459 | .279 | .780 | 4.1 | 2.3 | 1.4 | 0.4 | 10.4 |
| 2015     | Финикс   | 33  | 33  | 33.3 | .378 | .254 | .866 | 5.7 | 3.3 | 1.3 | 0.8 | 15.8 |
| 2016     | Финикс   | 34  | 24  | 31.3 | .424 | .329 | .798 | 5.4 | 2.4 | 1.2 | 0.6 | 14.5 |
| 2018     | Финикс   | 34  | 34  | 32.9 | .452 | .313 | .867 | 7.2 | 3.2 | 1.2 | 0.4 | 17.3 |
| 2019     | Финикс   | 34  | 34  | 32.9 | .377 | .272 | .916 | 7.6 | 2.7 | 1.3 | 0.6 | 17.2 |
| Karijera | Karijera | 335 | 233 | 29.9 | .414 | .301 | .855 | 6.2 | 2.1 | 1.2 | 0.7 | 14.4 |

### Плеј-оф
| Сезона   | Екипа    | ОУ | СУ | МПУ  | ПШ%  | 3П%  | СБ%  | СПУ  | АПУ | УПУ | БПУ | ППУ  |
| -------- | -------- | -- | -- | ---- | ---- | ---- | ---- | ---- | --- | --- | --- | ---- |
| 2009†    | Финикс   | 11 | 0  | 16.9 | .493 | .000 | .829 | 4.3  | 0.3 | 0.4 | 0.5 | 8.8  |
| 2010     | Финикс   | 4  | 0  | 22.8 | .458 | .750 | .833 | 3.3  | 0.5 | 0.7 | 1.7 | 7.5  |
| 2011     | Финикс   | 5  | 5  | 35.8 | .348 | .217 | .857 | 9.4  | 1.2 | 1.4 | 1.2 | 12.6 |
| 2013     | Финикс   | 5  | 5  | 35.8 | .333 | .133 | .857 | 5.2  | 3.4 | 1.2 | 0.4 | 10.4 |
| 2014†    | Финикс   | 8  | 8  | 35.8 | .360 | .333 | .905 | 6.0  | 2.0 | 1.3 | 0.6 | 11.3 |
| 2015     | Финикс   | 4  | 4  | 31.6 | .451 | .450 | .933 | 6.0  | 2.5 | 0.2 | 0.7 | 17.3 |
| 2016     | Финикс   | 5  | 0  | 24.2 | .426 | .000 | .824 | 4.2  | 1.6 | 1.0 | 0.0 | 10.8 |
| 2018     | Финикс   | 7  | 7  | 38.6 | .535 | .308 | .909 | 11.1 | 2.4 | 1.5 | 0.8 | 24.0 |
| 2019     | Финикс   | 1  | 1  | 33.0 | .357 | .667 | .900 | 6.0  | 2.0 | 1.0 | 0.0 | 24.0 |
| Karijera | Karijera | 50 | 30 | 29.5 | .431 | .278 | .871 | 6.2  | 1.6 | 1.2 | 0.7 | 12.9 |

## Рефернце
1. ↑  „DeWanna Bonner”. WNBA.com - Official Site of the WNBA (на језику: енглески). Приступљено 2020-08-16.
2. ↑  Crawford, Dakota. „How a married WNBA couple is raising newborn twins. 'It’s my turn to sacrifice.'”. The Indianapolis Star (на језику: енглески). Приступљено 2020-08-16.
3. ↑  basketball.mk (2018-03-12). „Добредојде, Диуана!”. basketball.mk (на језику: енглески). Приступљено 2020-08-16.[мртва веза]
4. ↑  „Women's Basketball All-Time Season Stats”. Auburn University Athletics (на језику: енглески). Приступљено 2020-08-16.
5. 1 2 3  „DeWanna Bonner”. www.usab.com (на језику: енглески). Приступљено 2020-08-16.
6. ↑  „NCAA Statistics”. web1.ncaa.org. Приступљено 2020-08-16.
7. ↑  „WNBA.com: Rookies Shine on Opening Night”. www.wnba.com. Приступљено 2020-08-16.
8. ↑  „Bonner Goes From Having Twins To Being An All-Star In The Twin Cities”. WNBA.com - Official Site of the WNBA (на језику: енглески). Приступљено 2020-08-16.